# Рокка-ди-Папа
Рокка-ди-Папа (итал. Rocca di Papa) — коммуна в Италии, располагается в области Лацио, подчиняется административному центру Рим.
Население коммуны, на 01.01.2024 года, составляет 17 833 человека, плотность населения — 447,65 чел./км². Коммуна занимает площадь 39,84 км². 
Почтовый индекс — 00040. Телефонный код — 06.
Покровителем населённого пункта почитается святой Карло Борромео, день памяти ежегодно отмечается 4 ноября.

## Администрация коммуны
Главой коммуны является мэр Массимиллиано Калканьи, с 30 мая 2023 года.

## Города-побратимы
- Аланис, Испания
- Диаманте, Италия
- Ландсберг-ам-Лех, Германия